# Collins Avenue
Collins Avenue, designada parcialmente como la carretera estatal A1A de la Florida, es una importante arteria del sur de la Florida (Estados Unidos). La avenida discurre de sur a norte en paralelo al océano Atlántico, en su mayor parte una cuadra al oeste, Empieza en Miami Beach y posteriormente pasa por las ciudades de Surfside y Sunny Isles Beach. Collins Avenue debe su nombre a John S. Collins, un promotor inmobiliario que, en 1913, construyó el primer puente de Miami, el Collins Bridge (sustituido en 1925 por la Venetian Causeway), que conectaba Miami Beach con el continente cruzando la bahía Vizcaína, con el apoyo financiero de Carl Graham Fisher.

## Descripción

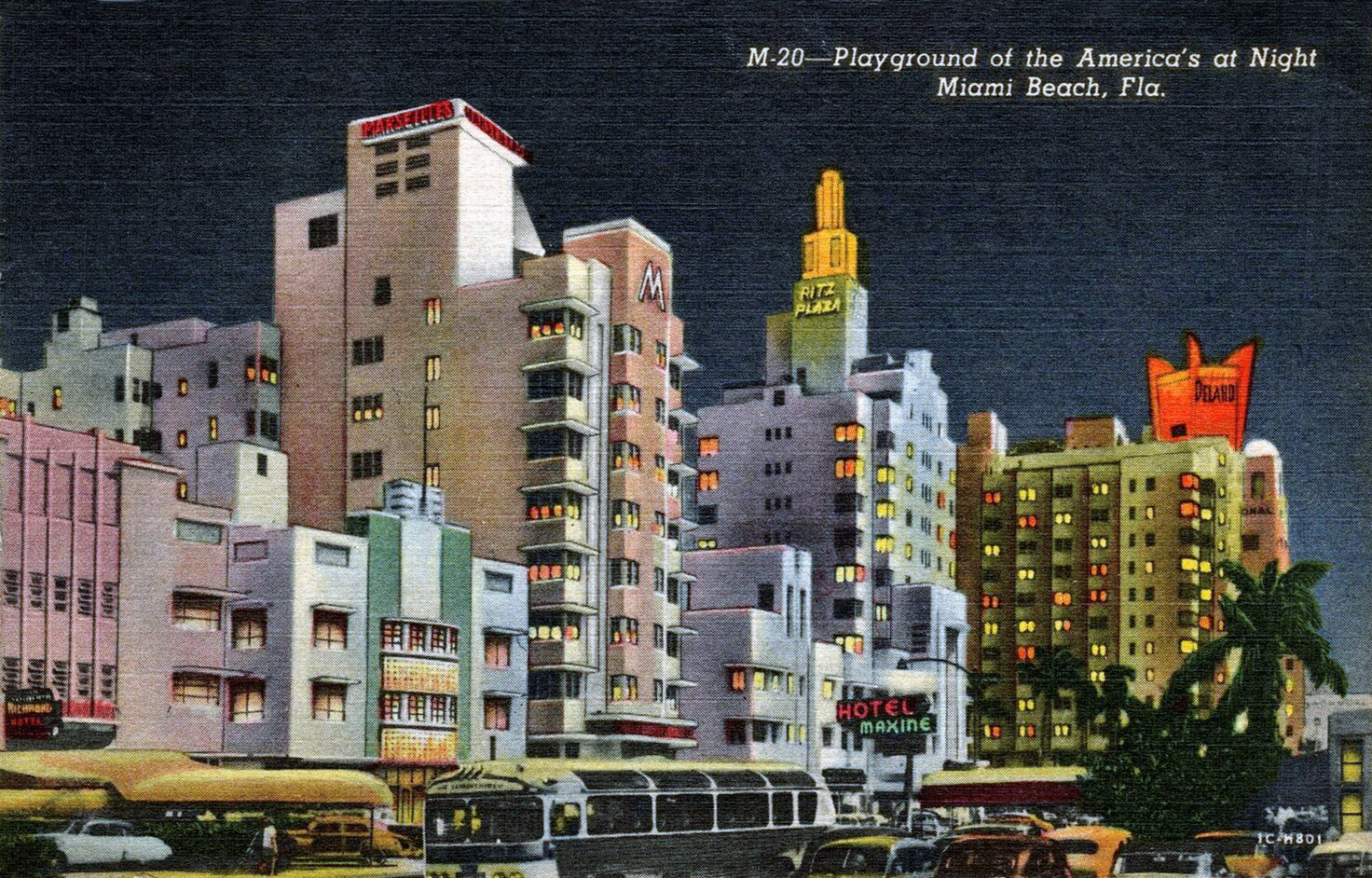
Postal de 1951 de Collins Avenue.

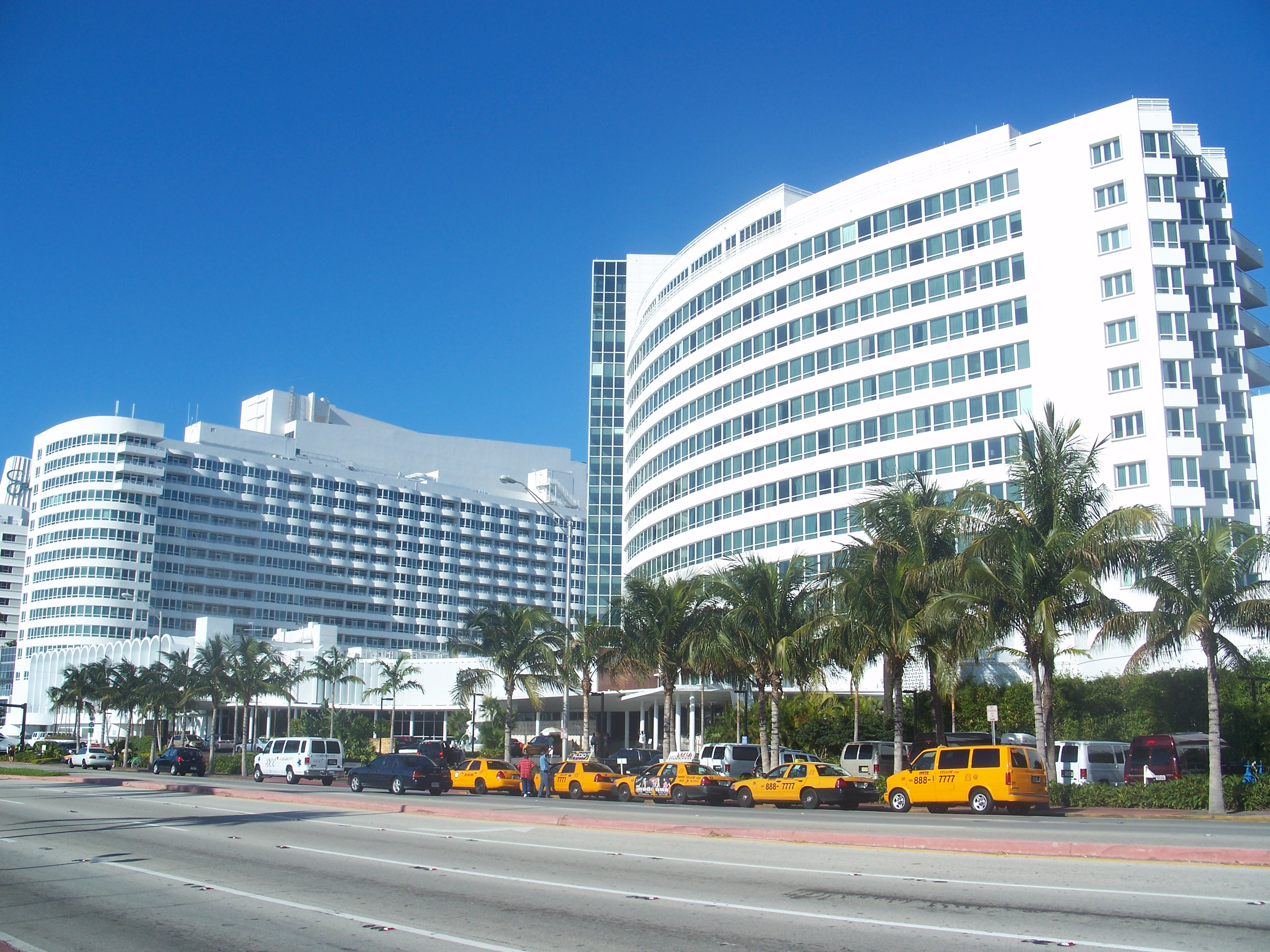
El hotel Fontainebleau Miami Beach visto desde Collins Avenue.

La avenida, que empieza en South Pointe Drive, supera con creces los límites de Miami Beach (la calle 87) y continúa hacia el norte, con un recorrido total de más de 20 kilómetros, hasta alcanzar el número 19432, en Sunny Isles Beach. Al norte de la calle 196, que constituye el límite entre los condados de Miami-Dade y Broward, Collins Avenue da paso al Ocean Boulevard y la prestigiosa avenida se convierte en una carretera ordinaria.
Al norte de la calle 41, esta avenida se encuentra entre el océano Atlántico y el Indian Creek, rodeada por palmeras y hoteles emblemáticos de las décadas de 1950 y 1960 como el Eden Roc y el Fontainebleau Miami Beach (donde se grabaron algunas escenas de la película El guardaespaldas). Este último fue diseñado por el arquitecto Morris Lapidus y construido en el gusto neobarroco curvilíneo y extravagante que definió el estilo de los hoteles turísticos de Miami Beach de la década de 1950.
Además de los numerosos hoteles históricos de estilo art déco, Collins Avenue alberga varias discotecas al norte, en particular Rokbar en el número 1905 y Mynt en el 1921.

## Eventos y sucesos significativos
El Salón Náutico Internacional de Miami se celebra anualmente en Collins Avenue.
El 2 de febrero de 1973, un hombre —que posteriormente fue considerado incompetente por padecer una enfermedad mental— atacó con una bomba incendiaria una cafetería situada en el 1921 de Collins Avenue, en Miami Beach, provocando la muerte de tres personas e hiriendo a más de ciento treinta.
El 24 de junio de 2021, un edificio de apartamentos ubicado en el 8777 de Collins Avenue, en Surfside, se derrumbó parcialmente, provocando noventa y ocho víctimas mortales.